# Lesoto nos Jogos Olímpicos de Verão de 1972
Lesoto competiu nos Jogos Olímpicos pela primeira vez nos Jogos Olímpicos de Verão de 1972 em Munique, Alemanha Ocidental.

## Resultados por Evento

### Atletismo
100 m masculino
- Motsapi Moorosi
  - Primeira Eliminatória — 10.74s (→ não avançou)

200 m masculino
- Motsapi Moorosi
  - Primeira Eliminatória — 21.15s (→ não avançou)